# Christian Fries (Widerstandskämpfer)
Christian Fries (* 18. August 1895 in Landsweiler-Reden; † 23. August 1959) war ein deutscher Widerstandskämpfer gegen den Nationalsozialismus. Der Kriminalbeamte gehörte dem Leuschner-Netzwerk an.

## Leben
Christian Fries gehörte dem Arbeiter- und Soldatenrat der Stadt Saarbrücken an. Während der Novemberrevolution versuchte er 1918 zusammen mit Valentin Schäfer, die Redaktion der Saarbrücker Zeitung zu besetzen, um das Medium dazu zu zwingen, Verlautbarungen des Rates zu verkünden. Zudem forderten die Revolutionäre eine Unternehmensbeteiligung sowie die Einsetzung eigener Redakteure. Es gelang jedoch Richard Hofer, dem Besitzer des Blattes, letztere beiden Forderungen abzuwenden. Für wenige Tage erschien die Zeitung mit dem Untertitel Amtliches Veröffentlichungsblatt des Arbeiter- und Soldatenrates Saarbrücken. Anschließend besetzten ab dem 22. November französische Truppen das Saargebiet, und die Kontrolle über sämtliche Medien ging auf die französische Militärverwaltung über. Fries blieb der Revolution zunächst erhalten und reiste fünf Monate durch die Gebiete des Deutschen Reiches, um am Entstehen der späteren Weimarer Republik mitzuwirken. So engagierte er sich in Thale im Harz, in Berlin-Weißensee, in Zerbst und in Dessau.
Nach den Jahren seiner Adoleszenz gelang es ihm mit Hilfe des SPD-Funktionärs Adolf Weidmann, eine Stelle als Kriminalbeamter bei der Kriminalpolizei in Frankfurt am Main zu erlangen. Dort wurde er nach seiner Ausbildung der politischen Polizei zugeteilt. Gleichzeitig trat er der Eisernen Front bei. Er verhaftete den SA-Mann Walter Hoffmann, der 1931 während einer Vorstellung des zur damaligen Zeit umstrittenen Films Im Westen nichts Neues im Frankfurter Roxy-Kino eine Handgranate gezündet hatte, vor versammelter SA-Standarte – eine Aktion, die ihm später noch Probleme bereiten sollte.
Nach der Machtergreifung durfte er Kriminalbeamter bleiben, bekam jedoch immer wieder Probleme und wurde mehrmals verhört. Auch wehrte er sich gegen eine Abkommandierung zur GeStaPo im Jahre 1937. Ab 1937 nahm Fries an konspirativen Treffen teil und wurde wichtiger Bestandteil des Leuschner-Netzes in Frankfurt. So gehörte er zu den führenden Drahtziehern im Rhein-Main-Gebiet. Neben der Vorbereitung auf eine mögliche Zeit nach Hitlers Terrorherrschaft nutzte das Netzwerk seinen Einfluss bei der Polizei und Gestapo, um Juden zu retten und verfolgte politische Freunde vor dem Zugriff der Gestapo zu warnen. Kontakte hatte das Netzwerk zu anderen Netzwerken um Leuschner sowie nach Holland. Neben Fries gehörten auch der ehemalige SPD-Abgeordnete Jakob Steffan dem Netzwerk an.
Im Jahr 1940 war Fries gezwungen, nach Thionville zu gehen, wo er im besetzten Frankreich Polizeiaufgaben übernehmen sollte. Dazu erhielt er einen Angleichungsdienstgrad der SS und wurde zum Untersturmführer ernannt. Später wurde er zum Hauptscharführer degradiert. Nach einem Jahr meldete er sich krank und erreichte so, nach Frankfurt zurückkehren zu dürfen. Sein Dienstgrad wurde ihm damit wieder aberkannt. Mit der Rückkehr setzte auch wieder seine Tätigkeit für den Widerstand ein. In Frankfurt ging er dienstlich gegen Wettbetrüger vor. Im Widerstand war er an der zivilen Vorbereitung für das Attentat vom 20. Juli 1944 beteiligt. Im Falle eines geglückten Militärputsches wäre es seine Aufgabe gewesen, den örtlichen Rundfunksender Radio Frankfurt zu besetzen.
Am 29. Januar 1944 wurde die konspirative Wohnung in einem Hotel des Frankfurter Bahnhofsviertels während eines Treffens von einer Fliegerbombe getroffen. Sieben Widerstandskämpfer starben, Fries überlebte schwer verletzt und war bis Mai 1944 außer Dienst. Nach dem gescheiterten Attentat gelang es ihm, seine Spuren zu verwischen; er blieb bis zum Tag der Befreiung unentdeckt. Er wurde sogar zum Kriminalrat befördert. Die US-amerikanische Besatzung ernannte ihn anschließend zum Chef der Kriminalpolizei. Im August 1945 wurde Fries verhaftet, vom US-amerikanischen Counter Intelligence Corps (CIC) verhört und im Lager Ludwigsburg interniert. Grund war seine Tätigkeit in Thionville, die ihn der US-Militärbehörde verdächtig erscheinen ließ. Kurz darauf erschien ein Zeitungsbericht der kurz vorher gegründeten Frankfurter Rundschau, in der Fries (unter Billigung von Emil Carlebach) als „Kriegsverbrecher“ und „SS-Häuptling“ bezeichnet wurde. In sein Entnazifizierungsverfahren mischte sich anschließend die KPD-Landesleitung „Groß-Hessen“ ein, da Fries 1933 an der Beschlagnahme einer LKW-Ladung der Roten Arbeiter-Zeitung beteiligt war. Sie führten als Belastungszeugen das Ehepaar Lahm an, Nachbarn von Fries und eigentlich bekennende Nationalsozialisten. Letztlich ging Fries unbeschadet aus dem Verfahren hervor. Das Verfahren wurde am 23. Februar 1948 eingestellt. Die Verhaftung und Internierung wurde im Urteil als „bedauerlicher Irrtum“ bezeichnet und Fries wurde bescheinigt, ein „tatsächlicher Antifaschist“ zu sein.
Im Anschluss wurde er rehabilitiert und erneut als Kriminaldirektor in Frankfurt eingesetzt.